# Podgorje Jamničko
Podgorje Jamničko je naseljeno mjesto u Republici Hrvatskoj u Zagrebačkoj županiji. 

## Zemljopis
Administrativno je u sastavu općine Pisarovina. Naselje se proteže na površini od 0,58 km².

## Stanovništvo
Prema popisu stanovništva iz 2001. godine u Podgorju Jamničkom živi 10 stanovnika i to u 5 kućanstava. Gustoća naseljenosti iznosi 17,24 st./km².
| broj stanovnika | 53    | 60    | 67    | 61    | 65    | 82    | 86    | 72    | 68    | 69    | 54    | 44    | 36    | 12    | 10    | 12    | 19    |
|                 | 1857. | 1869. | 1880. | 1890. | 1900. | 1910. | 1921. | 1931. | 1948. | 1953. | 1961. | 1971. | 1981. | 1991. | 2001. | 2011. | 2021. |

## Znamenitosti
- Crkva sv. Vida, zaštićeno kulturno dobro